# Eariodes flavicilia
Eariodes flavicilia är en fjärilsart som beskrevs av D. Jones 1921. Eariodes flavicilia ingår i släktet Eariodes och familjen mätare. Inga underarter finns listade i Catalogue of Life.